# Caterham Racing (equipe de GP2)
EQ8 Caterham Racing, ou apenas Caterham Racing, foi uma equipe britânica de automobilismo que disputou a GP2 Series. Sua sede localizava-se em Leafield.

## História
Fundada pelo empresário Tony Fernandes, a Caterham Racing estreou na GP2 com o nome de Team Air Asia, nome da empresa aérea de propriedade do malaio, e tendo como pilotos o brasileiro Luiz Razia e o italiano Davide Valsecchi, que corriam com um layout vermelho e branco. A aquisição da Caterham por Fernandes fez com que o time fosse rebatizado Caterham Team AirAsia e a pintura passasse a ser verde, a mesma da Team Lotus (posteriormente renomeada para Caterham F1 Team). Em uma temporada razoável, a dupla marcou 49 pontos (19 para Razia, 20 para Valsecchi), com uma vitória, uma pole e uma volta mais rápida, garantindo o sexto lugar no campeonato de construtores.
Em 2012, Razia e Valsecchi mudam-se respectivamente para Arden International e DAMS, e em seus lugares são contratados o venezuelano Rodolfo González e o holandês Giedo van der Garde, que deu ao time duas vitórias, dois pódios e duas voltas mais rápidas, garantindo a ele o 6º lugar, contrastando com o 22º lugar obtido por González, que marcara apenas seis pontos. No campeonato de construtores, a Caterham fechou em sétimo lugar.
Para a temporada de 2013, foram contratados o chinês Ma Qing Hua e o espanhol Sergio Canamasas. Porém, o representante asiático foi substituído pelo norte-americano Alexander Rossi logo após a feature race de Sepang.

## Pilotos
- Luiz Razia (2011)
- Davide Valsecchi (2011)
- Rodolfo González (2012)
- Giedo van der Garde (2012)
- Ma Qing Hua (2013)
- Alexander Rossi (2013-)
- Sergio Canamasas (2013-)